# Первомайское сельское поселение (Белореченский район)
Первомайское сельское поселение — муниципальное образование в Белореченском районе Краснодарского края России.
В рамках административно-территориального устройства Краснодарского края ему соответствует Первомайский сельский округ.
Административный центр — посёлок Первомайский.

## Население
| 2010  | 2012  | 2013  | 2014  | 2015  | 2016  | 2017  |
| ----- | ----- | ----- | ----- | ----- | ----- | ----- |
| 3390  | ↘3385 | ↗3423 | ↗3533 | ↗3626 | ↗3722 | ↘3704 |
| 2018  | 2019  | 2020  | 2021  | 2023  |       |       |
| ↘3671 | ↗3704 | ↘3664 | ↗4525 | ↘4444 |       |       |

## Населённые пункты
В состав сельского поселения (сельского округа) входят 6 населённых пунктов:
| № | Населённый пункт   | Тип населённого пункта | Население (чел.) |
| - | ------------------ | ---------------------- | ---------------- |
| 1 | Первомайский       | посёлок                | ↘1259            |
| 2 | Верхневеденеевский | посёлок                | ↗621             |
| 3 | Проточный          | посёлок                | ↘396             |
| 4 | Высотный           | посёлок                | ↘261             |
| 5 | Ганжинский         | посёлок                | ↘160             |
| 6 | Комсомольский      | посёлок                | ↘693             |